# Portador de fèretres

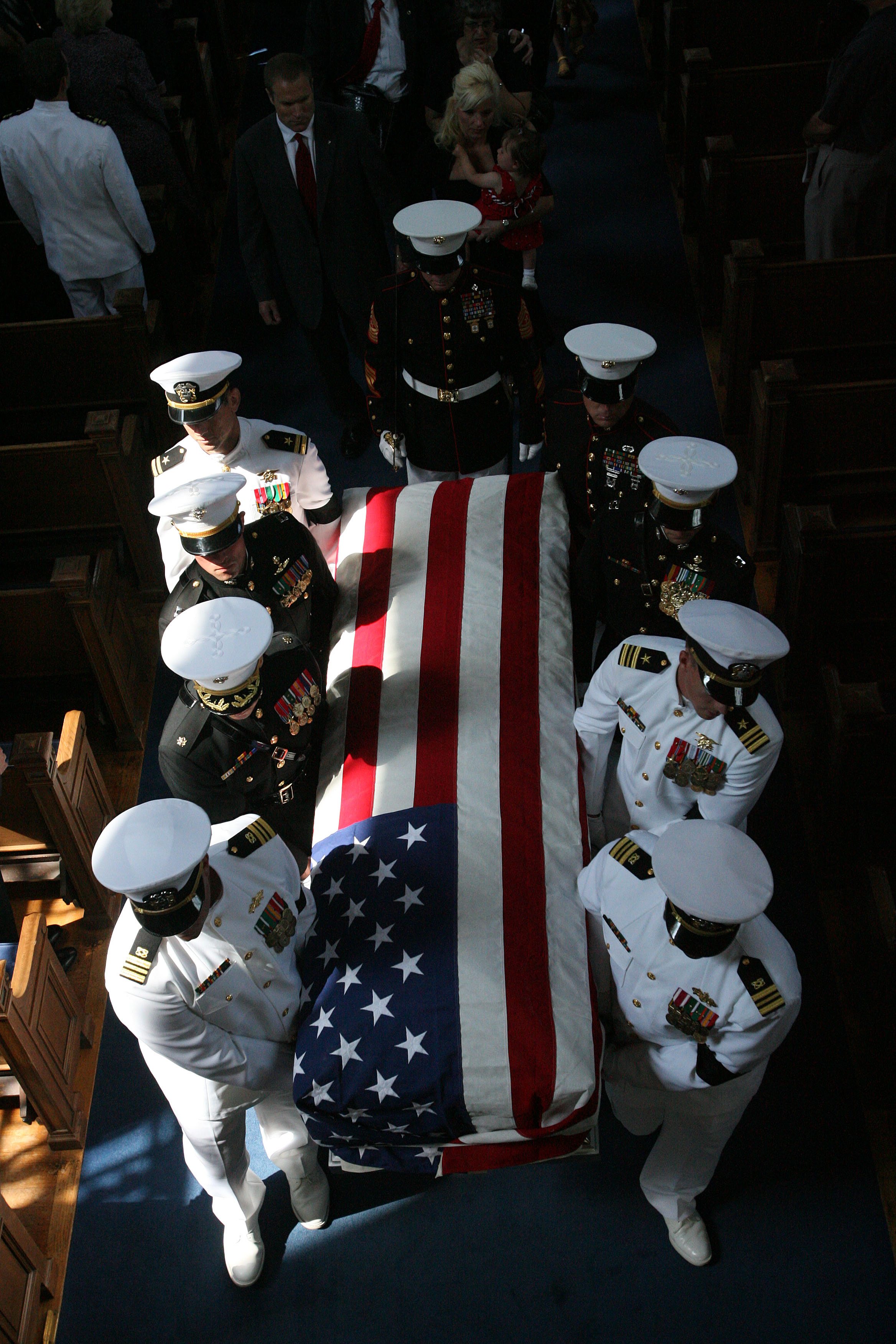
Els portadors de fèretres carreguen el taüt de Douglas A. Zembiec, membre del Cos de Marines dels Estats Units d'Amèrica (1973–2007).

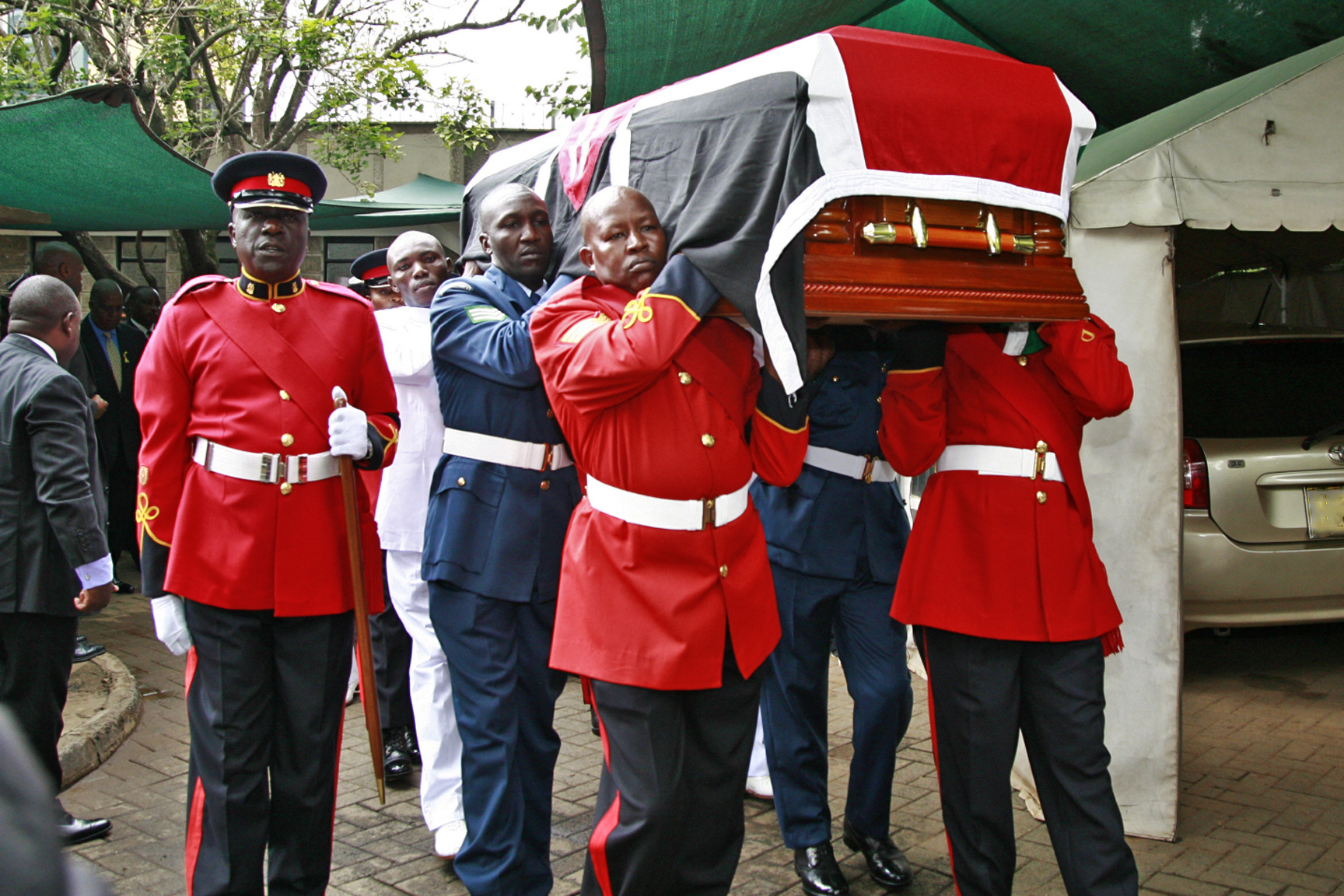
Portadors de fèretres en un enterrament militar a Kenya.

Un portador de fèretres és una de les persones que ajuden portar el taüt en un funeral.
Algunes cultures distingeixen entre el pallbearer i el portador del taüt. El primer, ostenta una posició més cerimonial, portant una punta del mantell o bandera que cobreix el taüt, o un cordó subjectat a ell, mentre que el segon és qui s'encarrega d'aixecar i carregar el taüt. Poden existir portadors del fèretre només en el sentit cerimonial quan el taüt es transportat per un animal o vehicle. També poden portar guants blancs per tal d'impedir danyar o embrutar el taüt i com a mostra de respecte a la persona difunta.
En cultures Occidentals, els portadors dels fèretres són normalment familiars masculins, amics propers o companys del difunt. Hi pot haver excepcions, com el funeral de Lee Harvey Oswald, on reporters es van oferir per transportar el fèretre, enlloc de les persones més properes al difunt. En algunes cultures asiàtiques els portadors del fèretre no tenen cap tipus de lligam amb el difunt, sinó que simplement perceben una compensació econòmica per realitzar el servei.

## Etimologia
"Pall" –en anglès– és una tela pesada o mantell que es col·loca sobre el taüt. El terme "pallbearer" s'utilitza per referir-se a algú que aguanta el taüt cobert per aquest mantell.

## Forma de portar-lo
Els portadors del fèretre als Estats Units d'Amèrica i el Canadà acostumen a agafar el taüt per uns mànecs laterals i dur-lo a l'alçada de la cintura. Al Regne Unit, Austràlia, Irlanda i la majoria de països d'Àsia, el taüt s'acostuma a carregar sobre les espatlles.